# Eratosteniano

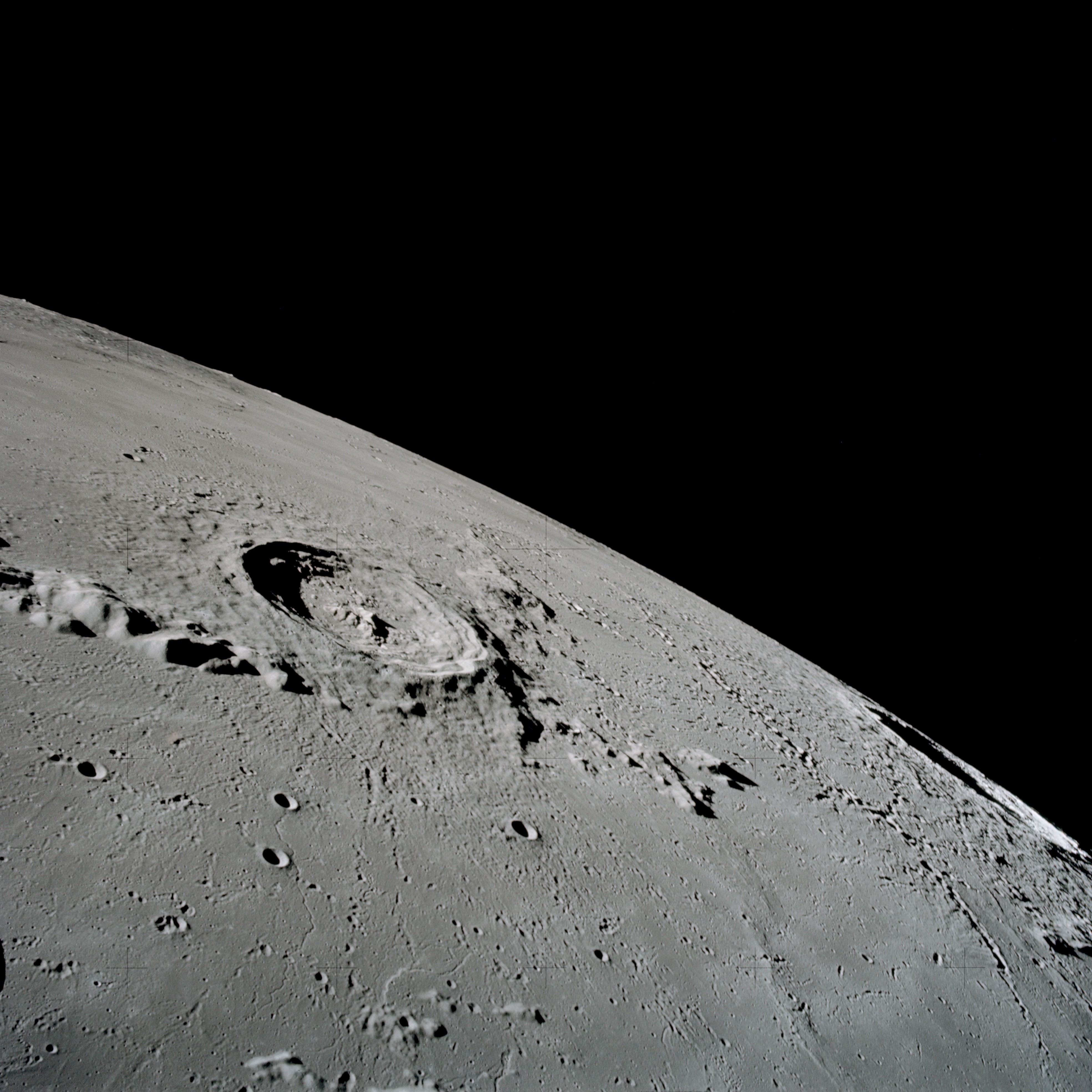
Cratera Erastostenes.

O Eratosteniano é o período mais extenso da escala de tempo geológico lunar. Começou há 3.200 milhões de anos e termina aproximadamente 1.100 milhões de anos atrás. 
Seu nome procede da cratera Eratostenes, cuja Forman marca o início deste período. A formação da cratera Copernicus marca seu fim e o comerço do período Copernicano. O massivo vulcanismo basáltico que havia caracterizado ao período anterior (Ímbrico) diminuiu e parou durante este longo período do tempo lunar. Os mais jovens fluxos de lava lunar identificados a partir de imagens orbitais estão provisoriamente localizados perto do final deste período, portanto, pode-se dizer que não houve vulcanismo significativo na Lua desde cerca de 1.100 milhões de anos atrás.
O seu equivalente na Terra compreende a maior parte do Neoarqueano (Arqueano) Paleoproterozoico e Mesoproterozoico (Proterozoico).